# Gare de Halsou – Larressore
Gare de Halsou - Larressore – przystanek kolejowy w Halsou, w departamencie Pireneje Atlantyckie, w regionie Nowa Akwitania, we Francji.
Jest przystankiem kolejowym Société nationale des chemins de fer français (SNCF), obsługiwanym przez pociągi TER Aquitaine.